# El pitufador de lluvia
El pitufador de lluvia (en el francés original Le Schtroumpfeur de pluie) es la decimosexta historieta de Los Pitufos, escrita y dibujada por Peyo en 1969.

## Trayectoria editorial
Originalmente publicada de forma seriada en 1969 en los números 1652 a 1660 de la revista Le Journal de Spirou y en 1970 en formato álbum como complemento de El Cosmopitufo.

## Argumento
Una mañana al despertar, el Pitufo Manitas descubre que está lloviendo. Esto lo inspira para crear una máquina que controle el tiempo, y reúne varios elementos que le ayuden a hacerla funcionar.
El Gran Pitufo y otros pitufos llegan a ver la demostración de la máquina: el Pitufo Manitas tira una palanca que crea un cielo despejado con una ligera brisa, y luego tira otra palanca para hacer que llueva.
El Gran Pitufo decide que inauguren la máquina con una tarde veraniega para ir de pícnic. El Pitufo Poeta se queda en la aldea para hacer una oda al Sol, mientras que el Pitufo Labrador se queda en su huerta, con ganas de que llueva para facilitarle regar las verduras. Con esta idea en mente, va a la máquina y activa la lluvia. Las primeras gotas caen sobre el Pitufo Poeta mientras estaba recitando su oda, y va a la máquina para que vuelva a brillar el sol. El Pitufo Labrador vuelve a activar la lluvia, y así sucesivamente, hasta que los dos pitufos se ponen a pelear, rompen los controles y la máquina se vuelve loca.
En el pícnic, los pitufos notan primero la lluvia y sol intermitentes, y luego cambios climáticos que se suceden al azar. El Pitufo Manitas se da cuenta de que la máquina se debe haber descompuesto por lo que parte a repararla y se encuentra con los pitufos Labrador y Poeta, que se dirigían a buscarlo para contarle lo sucedido. Sin embargo, antes de que crucen el puente sobre el Río Pitufo para volver hacia donde está la máquina, la corriente trae un tronco que choca con los pilares del puente y lo echa abajo.
El Gran Pitufo decide que el tiempo es muy inseguro y dirige a los demás pitufos de regreso a la aldea, hasta que se encuentran con los pitufos Poeta, Labrador y Manitas, que cuentan lo de la máquina estropeada. Como no hay puente, el Pitufo Fortachón se ata una soga y nada al otro lado del río, pero antes de que los pitufos aten el otro extremo de la soga a la orilla para cruzar, un viento fuerte lleva al Pitufo con Gafas, que sujetaba tal extremo, hacia donde está el Pitufo Fortachón, así que éste cambia de táctica y lacea un gran tronco que sirve de puente improvisado.
Cuando alcanzan la máquina, los pitufos no logran desactivarla, hasta que El Gran Pitufo convierte el paraguas del Pitufo con Gafas en una cometa. Papá Pitufo ata la cometa a la máquina y así, cuando se arma una tormenta, un rayo le da a la cometa y envía electricidad a la máquina, haciendo que se rompa en pedazos y el tiempo vuelve a la normalidad.